# Dinamarca nos Jogos Olímpicos de Verão de 1976
Dinamarca competiu nos Jogos Olímpicos de Verão de 1976, realizados em Montreal, no Canadá. 
Foi a 17ª aparição do país nos Jogos Olímpicos, onde foi representado por 66 atletas, sendo 56 homens e dez mulheres, que competiram em quinze esportes. A delegação dinamarquesa obteve três medalhas, sendo uma delas de ouro com Valdemar Bandolowski, Erik Hansen e Poul Richard Høj Jensen na classe Soling da vela.

## Competidores
Esta foi a participação por modalidade nesta edição:
| Esporte          | Masculino | Feminino | Total |
| ---------------- | --------- | -------- | ----- |
| Atletismo        | 3         | 0        | 3     |
| Boxe             | 3         | 0        | 3     |
| Canoagem         | 0         | 1        | 1     |
| Ciclismo         | 11        | 0        | 11    |
| Esgrima          | 0         | 1        | 1     |
| Ginástica        | 1         | 0        | 1     |
| Halterofilismo   | 1         | 0        | 1     |
| Handebol         | 13        | 0        | 13    |
| Hipismo          | 2         | 1        | 3     |
| Natação          | 0         | 2        | 2     |
| Pentatlo moderno | 2         | 0        | 2     |
| Remo             | 2         | 5        | 7     |
| Tiro             | 7         | 0        | 7     |
| Tiro com arco    | 1         | 0        | 1     |
| Vela             | 10        | 0        | 10    |
| Total            | 56        | 10       | 66    |

## Medalhas
| Atleta                                                   | Esporte  | Evento                                          | Medalha |
| -------------------------------------------------------- | -------- | ----------------------------------------------- | ------- |
| Valdemar Bandolowski Erik Hansen Poul Richard Høj Jensen | Vela     | Soling                                          | Ouro    |
| Niels Fredborg                                           | Ciclismo | Contrarrelógio individual em pista masculino    | Bronze  |
| Verner Blaudzun Gert Frank Jørgen Hansen Jørn Lund       | Ciclismo | Contrarrelógio em estrada por equipes masculino | Bronze  |

## Desempenho

### Atletismo
Masculino
Eventos de pista
| Atleta         | Evento   | Eliminatórias | Eliminatórias | Semifinal   | Semifinal   | Final       | Final       | Ref.  |
| Atleta         | Evento   | Tempo         | Pos.          | Tempo       | Pos.        | Tempo       | Pos.        | Ref.  |
| -------------- | -------- | ------------- | ------------- | ----------- | ----------- | ----------- | ----------- | ----- |
| Ruben Sørensen | 1500 m   | 3:45.39       | 8º/bat. 1     | Não avançou | Não avançou | Não avançou | Não avançou | [ 3 ] |
| Jørgen Jensen  | Maratona | —             | —             | —           | —           | 2:20:44.6   | 28º         | [ 3 ] |

Eventos de campo
| Atleta         | Evento          | Eliminatórias | Eliminatórias | Final | Final | Ref.  |
| Atleta         | Evento          | Marca         | Pos.          | Marca | Pos.  | Ref.  |
| -------------- | --------------- | ------------- | ------------- | ----- | ----- | ----- |
| Jesper Tørring | Salto em altura | 2.16 Q        | 12º           | 2.18  | 8º    | [ 4 ] |

### Boxe
| Atleta           | Evento     | Fase de 64           | Fase de 32           | Oitavas de final     | Quartas de final     | Semifinal            | Final                | Final       | Ref.  |
| Atleta           | Evento     | Adversário Resultado | Adversário Resultado | Adversário Resultado | Adversário Resultado | Adversário Resultado | Adversário Resultado | Pos.        | Ref.  |
| ---------------- | ---------- | -------------------- | -------------------- | -------------------- | -------------------- | -------------------- | -------------------- | ----------- | ----- |
| Hans Henrik Palm | Leve       | —                    | URS Solomin D 0–5    | Não avançou          | Não avançou          | Não avançou          | Não avançou          | Não avançou | [ 5 ] |
| Ib Bøtcher       | Meio-médio | —                    | ZAM Mutti V WO       | PUR Santos D 0–5     | Não avançou          | Não avançou          | Não avançou          | Não avançou | [ 6 ] |
| Poul Frandsen    | Supermédio | —                    | YUG Kačar D 0–5      | Não avançou          | Não avançou          | Não avançou          | Não avançou          | Não avançou | [ 7 ] |

### Canoagem
Feminino
| Atleta     | Evento    | Eliminatórias | Eliminatórias | Repescagem | Repescagem | Semifinal | Semifinal | Final       | Final       | Ref.  |
| Atleta     | Evento    | Tempo         | Pos.          | Tempo      | Pos.       | Tempo     | Pos.      | Tempo       | Pos.        | Ref.  |
| ---------- | --------- | ------------- | ------------- | ---------- | ---------- | --------- | --------- | ----------- | ----------- | ----- |
| Kate Olsen | K-1 500 m | 2:18.26       | 6º R          | 2:13.10    | 3º Q       | 2:12.71   | 4º        | Não avançou | Não avançou | [ 8 ] |

### Ciclismo de estrada
Masculino
| Atleta                                                  | Evento                     | Tempo   | Pos.              | Ref.   |
| ------------------------------------------------------- | -------------------------- | ------- | ----------------- | ------ |
| Verner Blaudzun                                         | Corrida individual         | DNF     | DNF               | [ 9 ]  |
| Jørgen Emil Hansen                                      | Corrida individual         | DNF     | DNF               | [ 9 ]  |
| Bent Pedersen                                           | Corrida individual         | DNF     | DNF               | [ 9 ]  |
| Willy Skibby                                            | Corrida individual         | DNF     | DNF               | [ 9 ]  |
| Verner Blaudzun Gert Frank Jørgen Emil Hansen Jørn Lund | Contrarrelógio por equipes | 2:12:20 | Medalha de bronze | [ 10 ] |

### Ciclismo de pista
Velocidade
| Atleta         | Evento     | Primeira fase                | Repescagem                   | Oitavas de final               | Repescagem                   | Quartas de final             | Semifinal                    | Final                                                | Final | Ref.   |
| Atleta         | Evento     | Adversário Tempo Vel. (km/h) | Adversário Tempo Vel. (km/h) | Adversário Tempo Vel. (km/h)   | Adversário Tempo Vel. (km/h) | Adversário Tempo Vel. (km/h) | Adversário Tempo Vel. (km/h) | Adversário Tempo Vel. (km/h)                         | Pos.  | Ref.   |
| -------------- | ---------- | ---------------------------- | ---------------------------- | ------------------------------ | ---------------------------- | ---------------------------- | ---------------------------- | ---------------------------------------------------- | ----- | ------ |
| Niels Fredborg | Individual | JPN Cho D                    | AUS Boyle V 11.96            | FRG Berkmann POL Kocot V 11.59 | —                            | TCH Tkáč D                   | —                            | Classificação 5º–8º URS Kravtsov JPN Cho ITA Rossi D | 7º    | [ 11 ] |

Contrarrelógio
| Atleta         | Evento     | Tempo    | Pos.              | Ref.   |
| -------------- | ---------- | -------- | ----------------- | ------ |
| Niels Fredborg | Individual | 1:07.617 | Medalha de bronze | [ 12 ] |

Perseguição
| Atleta                                                    | Evento  | Qualificação | Qualificação | Quartas de final     | Quartas de final | Semifinal            | Semifinal   | Final                | Final       | Ref.   |
| Atleta                                                    | Evento  | Tempo        | Pos.         | Adversário Resultado | Pos.             | Adversário Resultado | Pos.        | Adversário Resultado | Pos.        | Ref.   |
| --------------------------------------------------------- | ------- | ------------ | ------------ | -------------------- | ---------------- | -------------------- | ----------- | -------------------- | ----------- | ------ |
| Ivar Jakobsen Kim Refshammer Bjarne Sørensen Kim Svendsen | Equipes | 4:34.27      | 13º          | Não avançou          | Não avançou      | Não avançou          | Não avançou | Não avançou          | Não avançou | [ 13 ] |

### Esgrima
Feminino
| Atleta     | Evento             | Fases iniciais                                                                     | Fases iniciais | Fases iniciais                                                                       | Fases iniciais | Fases iniciais                                                                                      | Fases iniciais | Fases eliminatórias  | Fases eliminatórias | Fases eliminatórias  | Fases eliminatórias | Fases eliminatórias  | Fases eliminatórias | Fase final           | Fase final  | Ref.   |
| Atleta     | Evento             | Primeira fase                                                                      | Primeira fase  | Segunda fase                                                                         | Segunda fase   | Terceira fase                                                                                       | Terceira fase  | Primeira fase        | Primeira fase       | Segunda fase         | Segunda fase        | Repescagem           | Repescagem          | Fase final           | Fase final  | Ref.   |
| Atleta     | Evento             | Adversário Resultado                                                               | Pos.           | Adversário Resultado                                                                 | Pos.           | Adversário Resultado                                                                                | Pos.           | Adversário Resultado | Pos.                | Adversário Resultado | Pos.                | Adversário Resultado | Pos.                | Adversário Resultado | Pos.        | Ref.   |
| ---------- | ------------------ | ---------------------------------------------------------------------------------- | -------------- | ------------------------------------------------------------------------------------ | -------------- | --------------------------------------------------------------------------------------------------- | -------------- | -------------------- | ------------------- | -------------------- | ------------------- | -------------------- | ------------------- | -------------------- | ----------- | ------ |
| Max Madsen | Florete individual | CUB Rodríguez D 2–5 BEL Lecomte V 5–3 HUN Schwarczenberger V 5–1 CAN Stewart V 5–3 | 2º (Gr. 6) Q   | URS Belova V 5–2 FRA Dumont V 5–1 FRG Kircheis V 5–2 HUN Bóbis D 2–5 CAN Payer D 3–5 | 2º (Gr. 1) Q   | URS Belova D 1–5 FRA Dumont D 4–5 HUN Schwarczenberger D 2–5 BEL Borghs D 1–5 ITA Mangiarotti D 4–5 | 6º (Gr. 4)     | Não avançou          | Não avançou         | Não avançou          | Não avançou         | Não avançou          | Não avançou         | Não avançou          | Não avançou | [ 14 ] |

### Ginástica artística
Masculino
| Atleta          | Evento           | Qualificatórias | Qualificatórias | Qualificatórias | Qualificatórias | Qualificatórias | Qualificatórias | Qualificatórias | Qualificatórias | Final       | Final       | Final       | Final       | Final       | Final       | Final       | Final       | Ref.   |
| Atleta          | Evento           | Aparelhos       | Aparelhos       | Aparelhos       | Aparelhos       | Aparelhos       | Aparelhos       | Total           | Pos.            | Aparelhos   | Aparelhos   | Aparelhos   | Aparelhos   | Aparelhos   | Aparelhos   | Total       | Pos.        | Ref.   |
| Atleta          | Evento           | F               | PH              | R               | V               | PB              | HB              | Total           | Pos.            | F           | PH          | R           | V           | PB          | HB          | Total       | Pos.        | Ref.   |
| --------------- | ---------------- | --------------- | --------------- | --------------- | --------------- | --------------- | --------------- | --------------- | --------------- | ----------- | ----------- | ----------- | ----------- | ----------- | ----------- | ----------- | ----------- | ------ |
| Ole Benediktson | Individual geral | 17.30           | 17.65           | 16.75           | 18.30           | 17.75           | 17.95           | 105.70          | 72º             | Não avançou | Não avançou | Não avançou | Não avançou | Não avançou | Não avançou | Não avançou | Não avançou | [ 15 ] |

### Halterofilismo
Masculino
| Atleta          | Evento   | Arranco | Arranco | Arremesso | Arremesso | Total | Pos. | Ref.   |
| Atleta          | Evento   | Result. | Pos.    | Result.   | Pos.      | Total | Pos. | Ref.   |
| --------------- | -------- | ------- | ------- | --------- | --------- | ----- | ---- | ------ |
| Erling Johansen | –82,5 kg | 137,5   | 9º      | 170,0     | =10º      | 307,5 | 9º   | [ 16 ] |

### Handebol
Masculino
| Fase preliminar                | Fase preliminar        | Fase preliminar      | Fase preliminar      | Fase preliminar             | Fase preliminar | Disputa de 7º lugar        | Disputa de 7º lugar | Ref.   |
| Adversário Resultado           | Adversário Resultado   | Adversário Resultado | Adversário Resultado | Adversário Resultado        | Pos.            | Adversário Resultado       | Pos.                | Ref.   |
| ------------------------------ | ---------------------- | -------------------- | -------------------- | --------------------------- | --------------- | -------------------------- | ------------------- | ------ |
| FRG Alemanha Ocidental D 14–18 | YUG Iugoslávia D 17–25 | JPN Japão V 21–17    | CAN Canadá V 24–18   | URS União Soviética D 16–24 | 4º (Gr. A)      | TCH Checoslováquia D 21–25 | 8º                  | [ 17 ] |

Equipe
- Anders Dahl-Nielsen
- Bent Larsen
- Claus From
- Henrik Jacobsgaard
- Jesper Munk Petersen
- Johnny Piechnik
- Jørgen Frandsen
- Kay Jørgensen
- Lars Bock
- Palle Jensen
- Thomas Pazyj
- Thor Munkager
- Søren Andersen

### Hipismo
Adestramento
| Atleta                                    | Cavalo                  | Evento     | Grand Prix | Grand Prix | Grand Prix Special | Grand Prix Special | Ref.   |
| Atleta                                    | Cavalo                  | Evento     | Pontos     | Pos.       | Pontos             | Pos.               | Ref.   |
| ----------------------------------------- | ----------------------- | ---------- | ---------- | ---------- | ------------------ | ------------------ | ------ |
| Ulla Petersen                             | Chigwell                | Individual | 1552       | 8º Q       | 1192               | 8º                 | [ 18 ] |
| Tonny Jensen                              | Fox                     | Individual | 1521       | 12º Q      | 1076               | 12º                | [ 18 ] |
| Nils Haagensen                            | Lowenstern              | Individual | 1375       | =22º       | Não avançou        | Não avançou        | [ 18 ] |
| Ulla Petersen Tonny Jensen Nils Haagensen | Chigwell Fox Lowenstern | Equipes    | 4448       | 6º         | —                  | —                  | [ 19 ] |

### Natação
Feminino
| Atleta           | Evento       | Eliminatórias | Eliminatórias | Semifinal   | Semifinal   | Final       | Final       | Ref.   |
| Atleta           | Evento       | Tempo         | Pos.          | Tempo       | Pos.        | Tempo       | Pos.        | Ref.   |
| ---------------- | ------------ | ------------- | ------------- | ----------- | ----------- | ----------- | ----------- | ------ |
| Susanne Nielsson | 100 m peito  | 1:15.43       | 14º Q         | 1:15.38     | 14º         | Não avançou | Não avançou | [ 20 ] |
| Susanne Nielsson | 200 m peito  | 2:41.09       | 12º           | —           | —           | Não avançou | Não avançou | [ 21 ] |
| Susanne Nielsson | 400 m medley | DNS           | DNS           | —           | —           | Não avançou | Não avançou | [ 22 ] |
| Karin Deleurand  | 100 m peito  | 1:19.06       | 30º           | Não avançou | Não avançou | Não avançou | Não avançou | [ 20 ] |
| Karin Deleurand  | 200 m peito  | 2:45.96       | 27º           | —           | —           | Não avançou | Não avançou | [ 21 ] |

### Pentatlo moderno
| Atleta          | Evento     | Hipismo (cross-country) | Hipismo (cross-country) | Hipismo (cross-country) | Esgrima (espada um toque) | Esgrima (espada um toque) | Tiro (200 tiros pistola) | Tiro (200 tiros pistola) | Natação (300 m livre) | Natação (300 m livre) | Corrida (4000 m) | Corrida (4000 m) | Total pts. | Pos. | Ref.   |
| Atleta          | Evento     | Tempo                   | Pen.                    | Pontos                  | Result.                   | Pontos                    | Result.                  | Pontos                   | Tempo                 | Pontos                | Tempo            | Pontos           | Total pts. | Pos. | Ref.   |
| --------------- | ---------- | ----------------------- | ----------------------- | ----------------------- | ------------------------- | ------------------------- | ------------------------ | ------------------------ | --------------------- | --------------------- | ---------------- | ---------------- | ---------- | ---- | ------ |
| Jørn Steffensen | Individual | 1:57.1                  | 0+0                     | 1100                    | 26 V                      | 856                       | 196                      | 1044                     | 3:45.89               | 1068                  | 13:04.0          | 1213             | 5281       | 7º   | [ 23 ] |
| Klaus Petersen  | Individual | 1:51.3                  | 0+64                    | 1036                    | 20 V                      | 712                       | 189                      | 890                      | 3:39.03               | 1120                  | 13:35.2          | 1120             | 4878       | 27º  | [ 23 ] |

### Remo
Masculino
| Atleta                      | Evento   | Eliminatórias | Eliminatórias | Repescagem | Repescagem | Semifinal   | Semifinal   | Final       | Final       | Ref.   |
| Atleta                      | Evento   | Tempo         | Pos.          | Tempo      | Pos.       | Tempo       | Pos.        | Tempo       | Pos.        | Ref.   |
| --------------------------- | -------- | ------------- | ------------- | ---------- | ---------- | ----------- | ----------- | ----------- | ----------- | ------ |
| Kim Rørbæk Mogens Rasmussen | Dois sem | 7:46.75       | 5º R          | 7:11.13    | 5º         | Não avançou | Não avançou | Não avançou | Não avançou | [ 24 ] |

Feminino
| Atleta                                                                                            | Evento          | Eliminatórias | Eliminatórias | Repescagem | Repescagem | Final   | Final | Ref.   |
| Atleta                                                                                            | Evento          | Tempo         | Pos.          | Tempo      | Pos.       | Tempo   | Pos.  | Ref.   |
| ------------------------------------------------------------------------------------------------- | --------------- | ------------- | ------------- | ---------- | ---------- | ------- | ----- | ------ |
| Kirsten Thomsen Else Mærsk-Kristensen Judith Andersen Karen Margrethe Nielsen Kirsten Plum Jensen | Skiff quádruplo | 3:19.95       | 5º R          | 3:31.61    | 2º FA      | 3:46.99 | 6º    | [ 25 ] |

### Tiro
| Atleta          | Evento                   | Final  | Final | Ref.   |
| Atleta          | Evento                   | Pontos | Pos.  | Ref.   |
| --------------- | ------------------------ | ------ | ----- | ------ |
| Kell Runland    | Tiro rápido 25 m         | 587    | =15º  | [ 26 ] |
| Niels Dahl      | Pistola livre 50 m       | 542    | 31º   | [ 27 ] |
| Bo Lilja        | Carabina 3 posições 50 m | 1129   | =35º  | [ 28 ] |
| Henning Clausen | Carabina 3 posições 50 m | 1139   | =20º  | [ 28 ] |
| Henning Clausen | Carabina deitado 50 m    | 593    | 7º    | [ 29 ] |
| Hasse Persson   | Carabina deitado 50 m    | 578    | 72º   | [ 29 ] |
| Ernst Pedersen  | Skeet                    | 192    | =14º  | [ 30 ] |
| Kjeld Rasmussen | Skeet                    | 192    | =14º  | [ 30 ] |

### Tiro com arco
Masculino
| Atleta        | Evento     | Primeira fase | Primeira fase | Segunda fase | Segunda fase | Total | Pos. | Ref.   |
| Atleta        | Evento     | Result.       | Pos.          | Result.      | Pos.         | Total | Pos. | Ref.   |
| ------------- | ---------- | ------------- | ------------- | ------------ | ------------ | ----- | ---- | ------ |
| Arne Jacobsen | Individual | 1173          | 16º           | 1161         | 27º          | 2334  | 25º  | [ 31 ] |

### Vela
| Atleta                                                   | Evento  | Regatas | Regatas | Regatas | Regatas | Regatas | Regatas | Regatas | Pontos | Pos.            | Ref.   |
| Atleta                                                   | Evento  | 1       | 2       | 3       | 4       | 5       | 6       | 7       | Pontos | Pos.            | Ref.   |
| -------------------------------------------------------- | ------- | ------- | ------- | ------- | ------- | ------- | ------- | ------- | ------ | --------------- | ------ |
| Jørgen Lindhardsen                                       | Finn    | 15      | 11      | 11      | 21      | 8       | 16      | 9       | 106    | 14º             | [ 32 ] |
| Dan Ibsen Sørensen Lars Lønberg                          | 470     | 7       | 5       | 22      | 20      | 22      | 3       | 11      | 99,7   | 12º             | [ 33 ] |
| Claes Thunbo Christensen Finn Thunbo Christensen         | Tempest | 6       | 9       | 8       | 8       | 1       | 5       | 7       | 62,7   | 6º              | [ 34 ] |
| Per Kjærgaard Nielsen Peter Due                          | Tornado | 4       | 5       | 13      | 3       | 12      | 11      | 10      | 74,7   | 9º              | [ 35 ] |
| Valdemar Bandolowski Erik Hansen Poul Richard Høj Jensen | Soling  | 2       | 2       | 13      | 6       | 13      | 1       | 5       | 46,7   | Medalha de ouro | [ 36 ] |

Legenda
| Recorde mundial      | Recorde mundial (World record)               |                       | Recorde africano                      | Recorde africano (African) |                                           | Q | Classificado por posição (Qualified) |
| Recorde olímpico     | Recorde olímpico (Olympic record)            | Recorde da América    | Recorde da América (Americas)         | q                          | Classificado por melhor tempo (Qualified) |   |                                      |
| Melhor marca do ano  | Melhor marca do ano (World leading)          | Recorde asiático      | Recorde asiático (Asian)              | DNS                        | Não largou (Did not start)                |   |                                      |
| Recorde nacional     | Recorde nacional (National record)           | Recorde europeu       | Recorde europeu (European)            | DNF                        | Não terminou (Did not finish)             |   |                                      |
| Recorde pessoal      | Recorde pessoal do atleta (Personal best)    | Recorde da Oceania    | Recorde da Oceania (Oceania)          | DSQ / DQ                   | Desclassificado (Disqualified)            |   |                                      |
| Recorde da temporada | Recorde da temporada do atleta (Season best) | Recorde sul-americano | Recorde sul-americano (South America) | NM                         | Sem marca (No mark)                       |   |                                      |

### Remo
| S | Classificado(a) para as semifinais |    |                        | FA | Final A (disputa de medalhas) |  |  | FD | Final D (sem medalhas) |
| Q | Classificado(a) para as quartas    | FB | Final B (sem medalhas) | FE | Final E (sem medalhas)        |  |  |    |                        |
| R | Classificado(a) para a repescagem  | FC | Final C (sem medalhas) | FF | Final F (sem medalhas)        |  |  |    |                        |

### Vela
| M   | Regata da Medalha da qual só participam os dez primeiros colocados das regatas anteriores  |  |  | CAN | Regata cancelada |
| BFD | Desclassificado por bandeira preta (Black Flag Disqualified)                               |  |  |     |                  |
| UFD | Desclassificado por bandeira "U" (U Flag Disqualified)                                     |  |  |     |                  |
| OCS | Largada queimada (On the Course Side of the starting line)                                 |  |  |     |                  |
| DNE | Desclassificação sem eliminação (infração a um item do regulamento da prova – Did Not End) |  |  |     |                  |